# Polystichum × arendsii
Polystichum × arendsii là một loài dương xỉ thuộc họ Dryopteridaceae. Loài này được Konrad H. Christ mô tả khoa học đầu tiên năm 1906.